# Arizona Coyotes
Los Arizona Coyotes (en español, Coyotes de Arizona) fueron un equipo profesional de hockey sobre hielo de Estados Unidos con sede en el área metropolitana de Phoenix, Arizona. Compitieron en la Conferencia Oeste de la National Hockey League (NHL) desde 1996 hasta 2024.
La franquicia había sido creada en 1972 como Winnipeg Jets, uno de los fundadores de la extinta World Hockey Association (WHA) y miembo de la NHL desde 1979. Los problemas financieros de la entidad en los años 1990 propiciaron su venta a propietarios estadounidenses que lo trasladaron a Phoenix en 1996, bajo el nombre de Phoenix Coyotes. El equipo ha utilizado tres pabellones: el America West Arena (1996-2003), el Gila River Arena de Glendale (2003-2022) y el Mullett Arena de Tempe (2022-24).
A lo largo de sus veintiocho años de historia, el mayor logro deportivo de Arizona Coyotes fue un título de la División Pacífico en la temporada 2011-12. Aunque la NHL vio en los Coyotes una oportunidad para expandir su mercado, la gestión de la franquicia estuvo marcada por problemas económicos, malos resultados y varios cambios de propiedad. En 2024, tras no lograr la construcción de un nuevo pabellón, la liga anunció el establecimiento de una nueva franquicia en Salt Lake City con la plantilla y el cuerpo técnico de Arizona, mientras que los Coyotes quedaron como una franquicia inactiva.

## Historia

### Antecedentes
Los orígenes del equipo se encuentran en una antigua franquicia canadiense, Winnipeg Jets, que había sido fundada en 1972 como equipo de la World Hockey Association (WHA) y formó parte de la NHL desde 1979 hasta 1996. Los Jets eran uno de los rivales más fuertes de la extinta WHA, pero cuando este torneo quedó absorbido por la NHL no tuvo un rendimiento similar. En la década de 1990 comenzó a sufrir problemas económicos por el incremento de los salarios y para 1995, año en que se confirmó su traslado, Winnipeg representaba el mercado más pequeño de la NHL luego de la mudanza de los Quebec Nordiques a Denver.
En octubre de 1995 dos empresarios de Minnesota, Steven Gluckstern y Richard Burke, compraron los Jets y en un primer momento plantearon trasladarlo al área de Minneapolis-Saint Paul. Dos meses más tarde, al no haber llegado a un acuerdo para alquilar el Target Center, anunciaron la mudanza de la franquicia a Phoenix. La capital del estado de Arizona ya había contado con un club en la WHA, Phoenix Roadrunners (1967-1977), y la NHL vio con buenos ojos una descentralización hacia mercados sin presencia de hockey sobre hielo como el Suroeste de Estados Unidos. El nuevo equipo pasó a llamarse Phoenix Coyotes, uno de los animales más característicos de Arizona.

### Phoenix Coyotes (1996-2014)

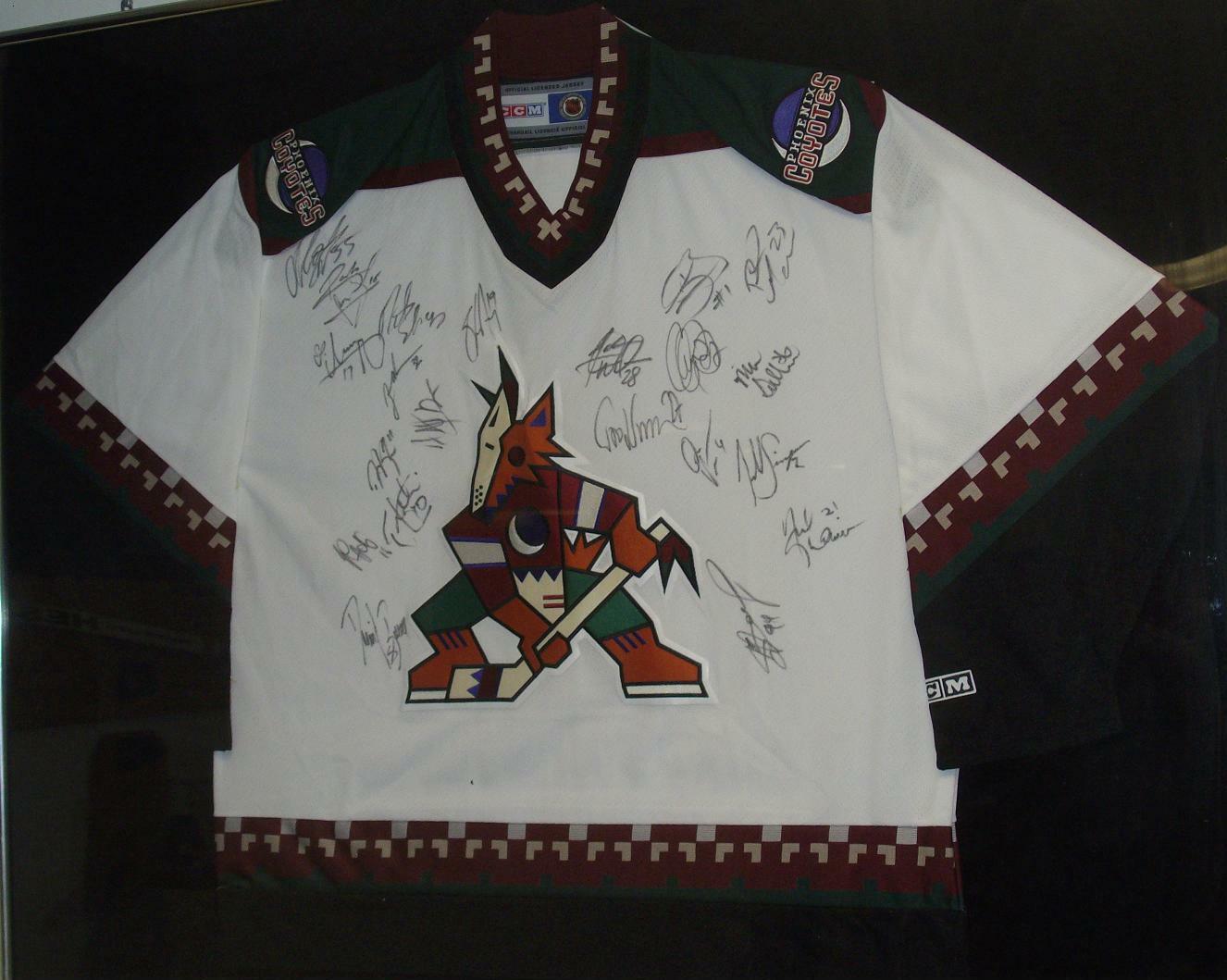
Equipación original de Phoenix Coyotes entre 1996 y 2003.

Los Coyotes debutaron en la edición 1996-97 con un plantel en el que destacaban figuras como Jeremy Roenick, traspasado por los Chicago Blackhawks, y Shane Doan, quien terminaría siendo el jugador con más partidos disputados para la franquicia. En sus primeras cuatro temporadas cuajó buenas actuaciones y logró clasificarse para los playoff por el título, sin llegar a superar la primera ronda. La sede elegida en esa primera etapa fue el America West Arena, el hogar de los Phoenix Suns de la NBA.
Desde el primer momento tuvo problemas financieros por los costes de mantenimiento y las dificultades para mantener una base de aficionados en Arizona. Burke se hizo con las acciones de Gluckstern y trató sin éxito de atraer nuevos inversores, hasta que en febrero de 2001 vendió el club a un empresario local, Steve Ellman. La llegada de Ellman vino acompañada del fichaje como accionista y director deportivo de Wayne Gretzky, una de las figuras más importantes en la historia del hockey sobre hielo. También conllevó una renovación de la identidad corporativa y la construcción de un nuevo estadio multipropósito en Glendale para 18000 espectadores, el Glendale Arena, inaugurado en 2003.
A pesar de los esfuerzos por asentarse, Phoenix Coyotes se quedó fuera de los playoff en las siguientes siete ediciones. En 2006 la franquicia fue vendida a Jerry Moyes, accionista de los Arizona Diamondbacks de la MLB, sin que pudiera remontar la gestión. En todo este tiempo nunca fue rentable y al término de la temporada 2008-09 se declaró en bancarrota, por lo que la NHL puso su plaza a la venta. La quiebra de los Coyotes significó también la salida de Gretzky. Si bien hubo ofertas para trasladarla a ciudades con más afición al hockey, con una oferta firme de Hamilton (Ontario), el comisionado de la NHL Gary Bettman quería mantener al equipo en Arizona. A nivel deportivo, la contratación de Don Maloney como director general conllevó una mejoría; en 2011-12 los Coyotes lograron ser campeones de la División Pacífica y llegaron hasta las finales de conferencia, donde fueron superados por Los Angeles Kings.

### Arizona Coyotes (2014-2024)

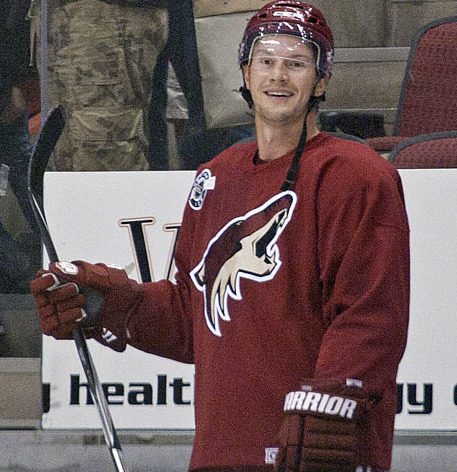
Shane Doan jugó toda su carrera en la franquicia, desde 1995 hasta 2017.

Después de cuatro años bajo control de la NHL, en julio de 2013 se aprobó la venta de los Coyotes a un grupo inversor canadiense por 225 millones de dólares. En 2014 la franquicia pasó a llamarse Arizona Coyotes, con vistas a abarcar un mayor número de aficionados en todo el estado. Este grupo se mantuvo durante cinco años, con cada vez mayor control de Andrew Barroway,hasta que en 2019 la puso a la venta de nuevo, siendo adquirida por el empresario local Alex Meruelo.
La llegada de los nuevos inversores no vino acompañada de estabilidad deportiva; el equipo no logró clasificarse para los playoff por el título, con la excepción de la temporada 2019-20 marcada por la pandemia de COVID-19. A la falta de resultados se sumó el alza de los costes operativos para mantenerse en Glendale, cuyo ayuntamiento ya no quería continuar por una sucesión de impagos. Mientras Meruelo negociaba construir un nuevo estadio en Tempe, los Coyotes llegaron a un acuerdo en 2022 con la Universidad Estatal de Arizona para utilizar provisionalmente su recinto, el Mullett Arena, que tiene un aforo de apenas 5000 espectadores.

### Traslado a Utah (2024)

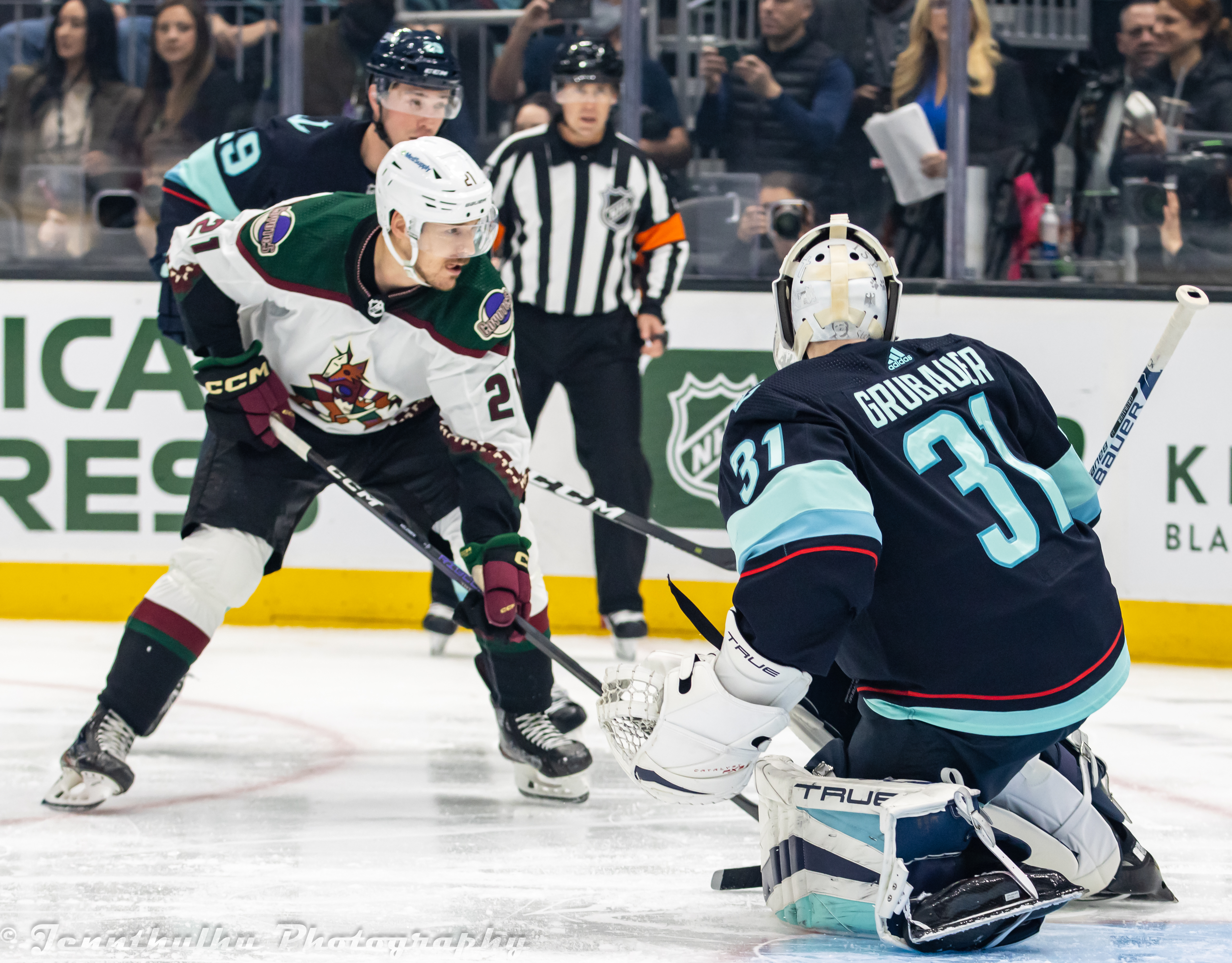
Partido entre Arizona Coyotes y Seattle Kraken (2023).

La situación de los Coyotes se volvió insostenible en 2023, después de que los ciudadanos de Tempe rechazasen en referéndum el nuevo estadio. Meruelo pretendía mantener el control de la entidad y estuvo buscando otras opciones dentro de Arizona. Sin embargo, la NHL se oponía porque la franquicia no contaba con un pabellón acorde a la normativa, y durante la temporada 2023-24 se supo que pretendían trasladarla a Salt Lake City, Utah.
El 13 de abril de 2024, la NHL anunció que había comprado los Arizona Coyotes para revendérselos a Ryan Smith, el propietario de los Utah Jazz de la NBA, por 1.200 millones de dólares. De esta cifra, 1000 millones eran una compensación para Meruelo y los 200 millones restantes se repartirían entre el resto de clubes de la liga. El nuevo equipo, Utah Hockey Club, era una franquicia de expansión que asumía los contratos de los jugadores, mientras que la marca Coyotes quedaba en manos de Meruelo y podía reactivarse si encontraban una nueva sede en los siguientes cinco años. La operación era muy similar a la reubicación de Cleveland Browns a Baltimore en 1996.
El último partido de Arizona Coyotes se disputó el 17 de abril de 2024, con un triunfo por 5:2 frente a Edmonton Oilers en la última jornada de la temporada regular. Tres meses después, el estado de Arizona rechazó subastar unos terrenos en el norte de Phoenix que habrían podido albergar un nuevo estadio. En julio del mismo año, Meruelo cedió a la NHL todos los derechos sobre la franquicia, sin que haya planes para reactivarla.

## Estadio

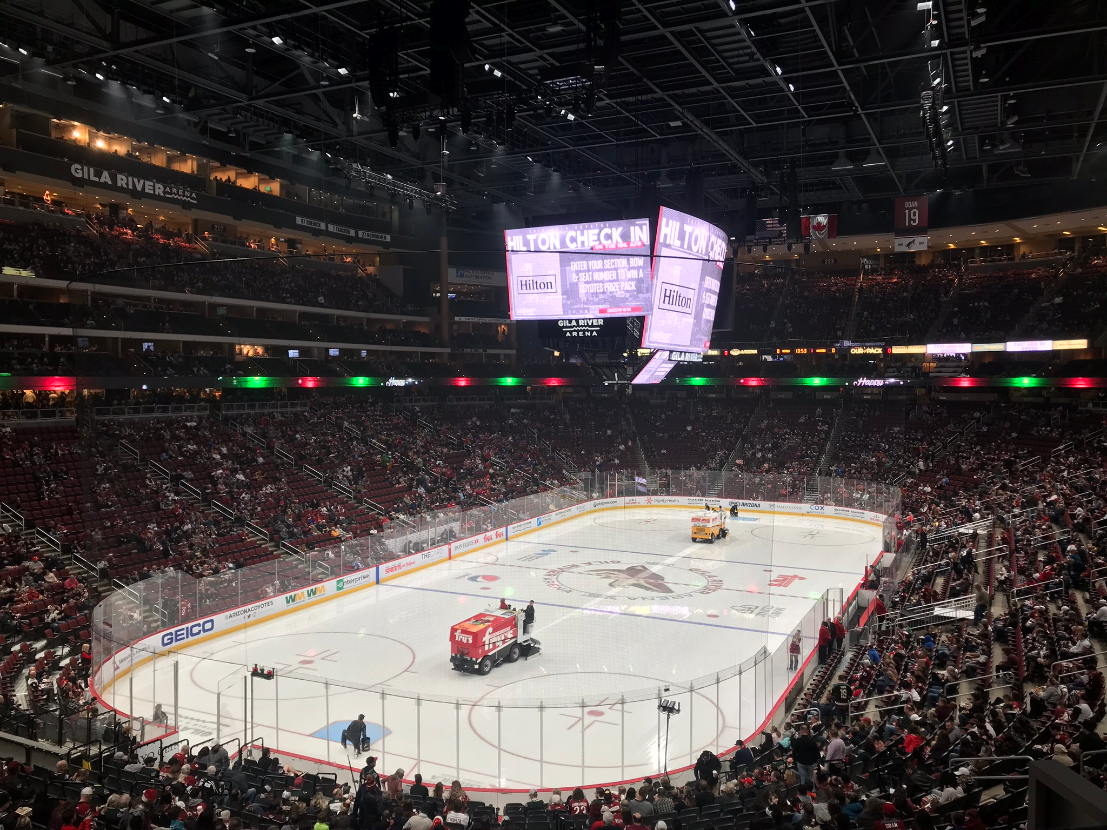
Interior del Glendale Arena en un partido de los Coyotes (2019).

A lo largo de su historia, Arizona Coyotes ha disputado sus partidos como local en tres pabellones: el America West Arena de Phoenix (1996-2003), el Gila River Arena de Glendale (2003-2022) y el Mullett Arena de Tempe (2022-24).
Durante su etapa como Phoenix Coyotes, el equipo compartió el America West Arena con los Phoenix Suns de la NBA. A diferencia de otros estadios multiusos, no había sido diseñado para acoger una pista de hielo y tenía problemas de visibilidad por la disposición de las gradas, lo cual dificultaba la venta de abonos de temporada. Su capacidad se vio reducida a 16.000 asientos.
En 2003 el equipo se trasladó al Glendale Arena, un recinto de nueva construcción pensado para hockey sobre hielo y con un aforo de 17.000 espectadores. Los Coyotes se mantuvieron en Glendale hasta 2022, cuando el ayuntamiento rechazó mantener el acuerdo de alquiler por impagos. 
Entre 2022 y 2024 utilizó el pabellón de la Universidad Estatal de Arizona, el Mullett Arena, mientras aguardaba la construcción de un nuevo estadio. El aforo era de apenas 5000 espectadores y se trataba de una solución provisional. No obstante, el proyecto de un nuevo estadio en Tempe no salió adelante y provocó el cese de actividad.

## Símbolos

### Nombre
Antes de confirmarse el traslado de la franquicia a Phoenix, los nuevos propietarios organizaron una votación popular donde la opción «Coyotes» se impuso a «Scorpions». Tanto los coyotes como los escorpiones son animales característicos del desierto de Sonora. Entre 1996 y 2013 se impuso el nombre geográfico de Phoenix para representar el área metropolitana, pero en 2014 fue cambiado a Arizona Coyotes para convertirlo en un equipo representativo de todo el estado.

### Escudo

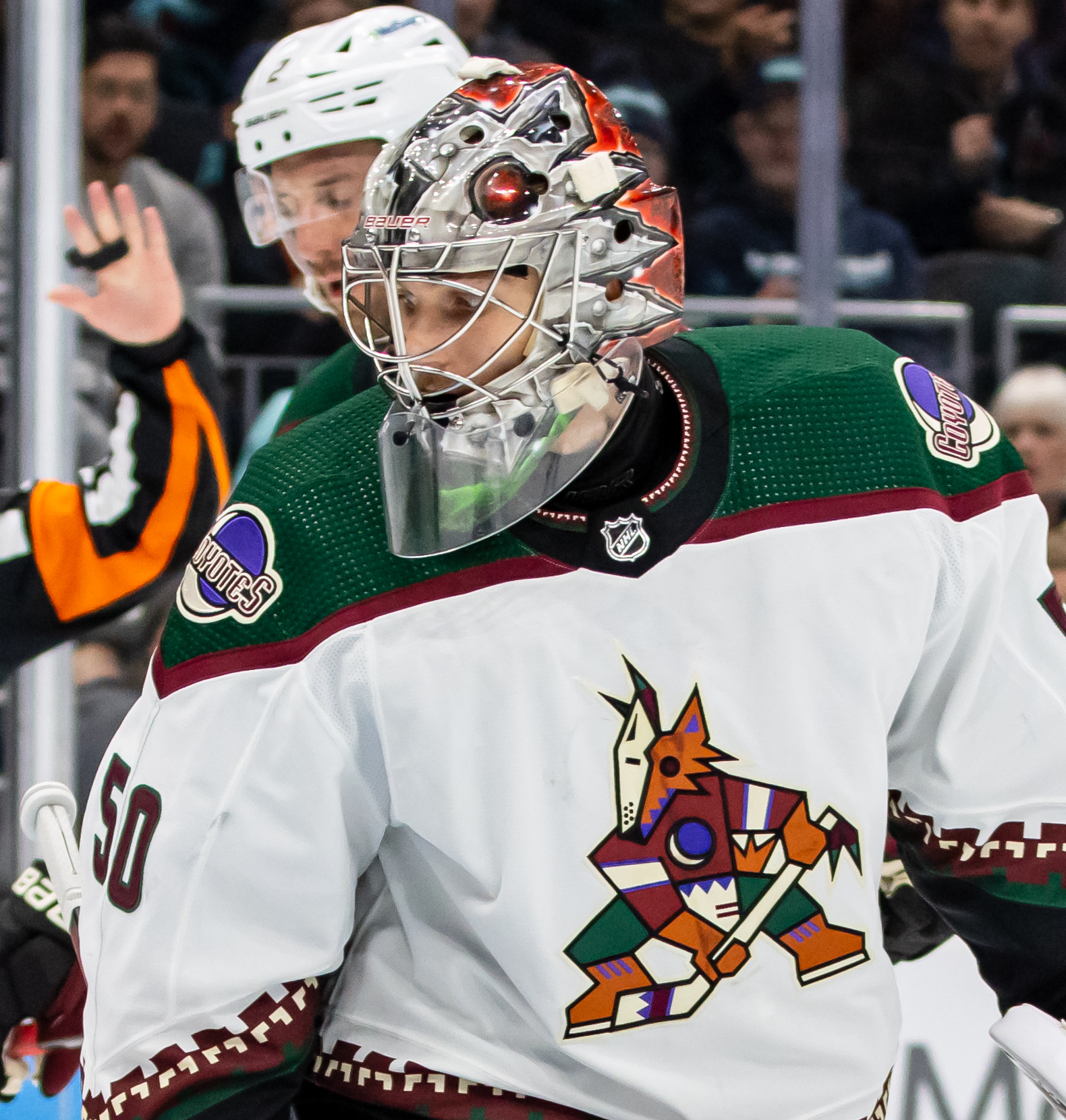
Ivan Prosvetov con el escudo clásico de Arizona Coyotes (2023).

El escudo original de Arizona Coyotes es un coyote sujetando un palo de hockey y dibujado con estética kachina, en homenaje a las culturas nativas del estado de Arizona. El diseño rupturista, obra de Greg Fisher, vino acompañado de patrones representativos de los pueblos nativos del Suroeste de Estados Unidos: blanco, negro, granate, verde y marrón. Este logo se mantuvo desde 1996 hasta 2003, y fue recuperado en 2021 a petición de los aficionados.
Cuando los Coyotes se mudaron a Glendale en 2003, se optó por un diseño simplificado con la cara de un coyote aullando. El logo secundario pasó a ser un parche del mapa de Arizona, con una representación libre de la bandera del estado en tres colores: rojo, blanco y azul. El diseño kachina fue recuperado en la década de 2010 como imagen alternativa.

## Jugadores

### Premios
Bill Masterton Memorial Trophy
- Connor Ingram: 2023-24

Jack Adams Award
- Bob Francis: 2001–02
- Dave Tippett: 2009–10

King Clancy Memorial Trophy
- Shane Doan: 2009-10

Mark Messier Leadership Award
- Shane Doan: 2011-12

### Números retirados
| N.º | Jugador    | Posición | Carrera   | Fecha                 |
| --- | ---------- | -------- | --------- | --------------------- |
| 19  | Shane Doan | RW       | 1996–2017 | 24 de febrero de 2019 |